# Естебан Дреер
Естебан Дреер (ісп. Esteban Dreer, нар. 11 листопада 1981, Годой-Крус) — аргентинський і еквадорський футболіст, воротар клубу «Портов'єхо».
Виступав, зокрема, за клуби «Арсенал» (Саранді) та «Депортіво Куенка», а також національну збірну Еквадору.

## Клубна кар'єра
Народився 11 листопада 1981 року в місті Годой-Крус. Вихованець юнацьких команд футбольних клубів «Арсенал» (Саранді) та «Депортіво Сантамаріна».
У дорослому футболі дебютував 2003 року виступами за команду клубу «Арсенал» (Саранді), в якій провів чотири сезони, взявши участь у 14 матчах чемпіонату.
Протягом 2007—2009 років захищав кольори команди клубу ФБК «Каунас».
Своєю грою за останню команду привернув увагу представників тренерського штабу клубу «Депортіво Куенка», до складу якого приєднався 2009 року. Відіграв за команду з Куенки наступні три сезони своєї ігрової кар'єри. Більшість часу, проведеного у складі «Депортіво Куенка», був основним голкіпером команди.
До складу клубу «Емелек» приєднався 2012 року. Відтоді встиг відіграти за гуаякільську команду 280 матчів у національному чемпіонаті. 
Влітку 2020 перейшов до команди «Портов'єхо».

## Виступи за збірну
Граючи в Еквадорі, отримав громадянство цієї держави і 2015 року дебютував в офіційних матчах у складі національної збірної Еквадору. Наразі провів у формі головної команди країни 12 матчів.
У складі збірної був учасником Кубка Америки 2015 року у Чилі, Кубка Америки 2016 року у США.